# Tephrina isogrammica
Tephrina isogrammica là một loài bướm đêm trong họ Geometridae.